# (126160) Fabienkuntz
(126160) Fabienkuntz est un astéroïde de la ceinture principale.

## Description
(126160) Fabienkuntz est un astéroïde de la ceinture principale. Il fut découvert le 4 janvier 2002 à Vicques par Michel Ory. Il présente une orbite caractérisée par un demi-grand axe de 2,74 UA, une excentricité de 0,06 et une inclinaison de 5,0° par rapport à l'écliptique.

## Compléments